# Живот са стрицем
Живот са стрицем је југословенски филм снимљен 1988. године.

## Радња
Код педесетогодишњег писца се изненада појављује исцрпљен и болестан старац у којем једва препознаје свог стрица, којег није видео пуних тридесет година. Стриц тражи од синовца да му испуни последњу жељу, да га сахрани са свештеником, и да му опрости грех што му је некад учинио. Писац га упозорава да је некад био високи функционер партије на власти, и да ће то изазвати нежељене последице. Некад давно између стрица и синовца се десило нешто што их и после толико времена оптерећује, и док се дижу велови велике тајне, старац умире. А писац се још једном сећа свог живота из 1951. године када је као ученик Учитељске школе у Истри проживљавао дане прве младости, прве игранке у дому културе, прву љубав, и једну зимску ноћ, једину ноћ што вреди у његовом животу.

## Награде
- Филм је 1988. године добио награду за најбољи сценарио на Фестивалу филмског сценарија у Врњачкој Бањи.[2][4]
- Пула 88'[2][5]

1. Велика златна арена
2. Златни гладијатор за режију
3. Студијев Јелен, награда жирија публике недељника Студио
4. Награда публике Златна врата Пуле
5. Награда листа Полет Давору Јањићу и Алми Прици за најпоетичнији љубавни однос

- Монтреал 88'[2][6]

1. Награда за најбољу мушку улогу Давору Јањићу
2. Награда ФИПРЕСЦИ Крсти Папићу

- Ниш 88'[2][7]

1. Награда за епизодну улогу Аници Добра
2. Награда за епизодну улогу Филипу Шоваговићу

- Златни глобус 90' - Номинација за најбољи страни филм[2][8]